# 杜爾切什蒂鄉
46°58′02″N 26°47′33″E / 46.9672°N 26.7925°E
杜爾切什蒂鄉（羅馬尼亞語：Comuna Dulcești, Neamț），是羅馬尼亞的鄉份，位於該國東北部，由尼亞姆茨縣負責管轄，處於布加勒斯特以北290公里，每年平均降雨量876毫米，海拔高度221米，2007年人口2,659。